# Anne Malmi
Anne Malmi (21 de diciembre de 1965) es una deportista finlandesa que compitió en curling. Ganó una medalla de plata en el Campeonato Mundial de Curling Mixto Doble de 2008.

## Palmarés internacional
| Campeonato Mundial Mixto Doble | Campeonato Mundial Mixto Doble | Campeonato Mundial Mixto Doble | Campeonato Mundial Mixto Doble |
| Año                            | Lugar                          | Medalla                        | Prueba                         |
| ------------------------------ | ------------------------------ | ------------------------------ | ------------------------------ |
| 2008                           | Vierumäki (Finlandia)          | Medalla de plata               | Mixto doble                    |